# Alstonia scholaris
Alstonia scholaris е вид растение от семейство Олеандрови (Apocynaceae). Видът е незастрашен от изчезване.

## Разпространение
Разпространен е в Австралия, Китай, Индия, Индонезия, Малайзия, Мианмар, Непал, Папуа-Нова Гвинея, Филипини, Соломоновите острови, Шри Ланка, Тайланд и Виетнам.